# Sony Xperia TX
Sony Xperia TX是日本電子公司Sony於2012年發佈的一款高階智能手機，Sony Xperia GX為日本版本，Sony Xperia TX為國際版本，擁有13 MP拍照1080p Full HD錄影功能的Exmor R鏡頭，配備HD解像的Reality Display，支援標準的 HDMI 連接線與 MHL 轉接器，並配有Qualcomm Snapdragon S4 MSM8260-A Dual-core ，提供極快的效率及美觀的圖形，並可減緩電池耗盡的速度。
索尼在2011年中旬併購了索尼愛立信(Sony Ericsson)，因而更具主導性，但本款手機於2012年下半年推出時仍保留Sony Ericsson的小綠球字樣，並成為最後一款擁有小綠球的索尼手機。

## 設計
弧線型設計(arc design)，厚度僅 8.6 mm，右側配有快門鍵，機背保留了「小綠球」。

## 硬件
Sony Xperia TX具備4.55吋Reality Display屏幕，解像度為1280 x 720 HD。採用Qualcomm MSM8260A 1.5GHz雙核處理器，1300萬像素後置ExmorR鏡頭，130萬像素前置鏡頭，HDMI及MHL輸出功能，內置1GBRAM、16GB快閃記憶體儲存，支援Micro-SD，並配備可更換電池。

## 作業系統
Xperia TX採用Android 4.0.4 Ice Cream Sandwich作業系統，取得PlayStation Certified認證，並可登入Sony Entertainment Network。

現已可升級至Android 4.3 Jelly Bean作業系統，不過不支援升級至Android 4.4。

## 顏色
顏色包括：
| 顏色 | 名稱   | 英語  |
| ---- | ------ | ----- |
|      | 黑色   | Black |
|      | 白色   | White |
|      | 粉紅色 | Pink  |

## 外部連結
- 索尼官方網站 中文